# گزوف
گزوف (انگلیسی: Gezov) یک شهرک در بخش آلکسیفسکی استان بلگورود کشور روسیه است.